# ریشات
ریشات همسر شَمَش، مادر گیلگمش و مادر خوانده انکیدو است. وی خواب‌گزاری می‌داند و خواب‌گزاری‌های وی تا حدودی خطوط داستانی را در حماسه گیلگمش مشخص می‌کند.